# Gubugancibeureum
Gubugancibeureum is een bestuurslaag in het regentschap Lebak van de provincie Banten, Indonesië. Gubugancibeureum telt 2713 inwoners (volkstelling 2010).